# جيرالدين إل. ريتشموند
جيرالدين إل. ريتشموند (بالإنجليزية: Geraldine L. Richmond)‏ هي كاتبة علم وفيزيائية وكيميائية أمريكية، ولدت في 17 يناير 1953 في سالينا في الولايات المتحدة.